# Interkontinentální pohár 1989
Dvacátý sedmý ročník Interkontinentálního poháru byl odehrán 17. prosince 1989 na Olympijském stadionu v Tokiu, kde se pravidelně hrál pravidelně již od roku 1980. Ve vzájemném zápase se střetli vítěz Ligy mistrů UEFA v ročníku 1988/89 – AC Milán a vítěz Poháru osvoboditelů v ročníku 1989 – Atlético Nacional.

## Zápas
| 17. prosince 1989 20.00 JST (UTC +9) (12.00 SEČ) |                   |                   |                                                      |
| AC Milán                                         | 1 : 0 (po prodl.) | Atlético Nacional | Olympijský stadion, Tokio rozhodčí: Erik Fredriksson |
| Evani 119'                                       | Report            |                   | Olympijský stadion, Tokio rozhodčí: Erik Fredriksson |

| AC Milán | Atlético Nacional |

## Vítěz
| Interkontinentální pohár 1989 AC Milán (1. vítězství) Soupiska: Giovanni Galli - Mauro Tassotti, Alessandro Costacurta, Franco Baresi, Paolo Maldini - Frank Rijkaard, Diego Fuser, Roberto Donadoni, Carlo Ancelotti - Marco van Basten, Daniele Massaro Náhradníci: Andrea Pazzagli, Stefano Carobbi, Alberigo Evani, Giovanni Stroppa, Marco Simone Trenér: Arrigo Sacchi |